# Стаццано
Стаццано (італ. Stazzano, п'єм. Stassan) — муніципалітет в Італії, у регіоні П'ємонт,  провінція Алессандрія.
Стаццано розташоване на відстані близько 430 км на північний захід від Рима, 100 км на схід від Турина, 29 км на південний схід від Алессандрії.
Населення — 2460 осіб (2014).
Щорічний фестиваль відбувається 23 квітня. Покровитель — святий Юрій.

## Демографія
Населення за роками:

Станом на 1 січня 2023 року в муніципалітеті офіційно проживало 99 іноземців з 20 країн, серед них 24 громадяни країн Євросоюзу та 3 громадяни України.

## Сусідні муніципалітети
- Боргетто-ді-Борбера
- Кассано-Спінола
- Сардільяно
- Серравалле-Скривія
- Віньоле-Борбера